# Thriller
Der Thriller [ˈθɹɪlə] (Lehnwort aus englisch thrill „Schauer, Erregung, Sensation“) ist sowohl ein Literatur- als auch ein Filmgenre mit verschiedenen, sich teilweise überlappenden Subgenres. Charakteristisch für den Thriller ist das Erzeugen eines Thrills, einer Spannung, die nicht nur in kurzen Passagen, sondern während des gesamten Handlungsverlaufs präsent ist, ein beständiges Spiel zwischen Anspannung und Erleichterung. Häufig anzutreffen sind weitläufige Spannungsbögen, Spannungsmusik,  Cliffhanger und Red Herrings.

## Charakteristika
Thriller überschneiden sich mit dem Mystery-Genre sowie dem Kriminalroman oder -film, unterscheiden sich hiervon jedoch aufgrund ihrer Handlungen und Spannungskurven. In Thrillern muss sich der Held meist gegen moralische, seelische oder physische Gewalteinwirkung durch seinen Gegenspieler behaupten, während dies in Kriminalgeschichten weniger der Fall ist. Auch ist im Kriminalroman meist die Aufklärung des Verbrechens der Höhepunkt, während im Thriller erst der darauf folgende, oft sehr knappe, aber endgültige Sieg über den Widersacher den Höhepunkt darstellt, mit dem der Held sich selbst und womöglich auch andere rettet. In Thrillern, die durch Film noir oder Tragödien beeinflusst wurden, stirbt der Held oft auch beim Besiegen seines Gegners.
Normalerweise wird in Thrillern viel Wert auf die Beschreibung der Handlung gelegt. Werden hingegen die Figuren und deren Psyche ebenso stark oder gar stärker betont, spricht man von einem Psychothriller. Meist ist hier ein emotionaler Konflikt zwischen mehreren Personen oder auch ein Konflikt innerhalb einer Person Thema, beispielsweise aufgrund früherer Erlebnisse. Typische Merkmale von Psychothrillern sind der Einsatz der Bewusstseinsstromtechnik, ein Erzähler oder die ausgedehnte Thematisierung einer Vorgeschichte. Im Gegensatz zum Suspense hat der Rezipient keinen Wissensvorsprung vor der Figur, sondern es wird eine Identifikation mit dem Protagonisten erzeugt.
Bekannte Vertreter des Thrillergenres sind Alfred Hitchcock mit Filmen wie Psycho oder die Autoren Tom Clancy, Patricia Highsmith, Matthew Reilly, Ken Follett sowie Dan Brown mit Illuminati und Sakrileg, das Autorengespann Douglas Preston & Lincoln Child, Scott McBain sowie Eric Ambler, der als einer der Mitbegründer des Genres gilt. Auch die Fernsehserie 24 gehört dem Thrillergenre an.

„... Am Anfang steht Normalität. Heile kleine Welt. Familie, Nachbarn, Freunde. Dann bricht etwas ein. Unheimlich, unerklärlich. Die Ordnung erodiert, und je weiter das Ganze voranschreitet, desto schlimmer wird es. Sicher geglaubte Strukturen zerfallen. Gewissheiten enden, Vertrautes wendet sich gegen uns. Thriller erzählen vom Kontrollverlust. ...“

## Untergattungen

### Psychologischer Thriller (Psychothriller)
Im Psychothriller ist der Konflikt, der sich zwischen den Hauptfiguren entfaltet, eher geistig oder emotional als physisch. In vielen Psychothrillern ist das zentrale Thema des Films die Wahrnehmung der Hauptfigur, die z. B. zu entdecken versucht, was Wahrheit und was Täuschung ist.
Zu den namensgebenden Werkes des Genres zählt der Roman Psycho von 1959 des Amerikaners Robert Bloch, sowie dessen gleichnamige Verfilmung von Alfred Hitchcock aus dem Jahr 1960. Weitere, erfolgreich umgesetzte Buchvorlagen schließen auch Das Schweigen der Lämmer von Thomas Harris (1988) und die gleichnamige Verfilmung aus dem Jahr 1991 mit ein.
Eines von vielen klassischen Motiven im Psychothriller ist die Intrige, die ein Täter spinnt, um eine reiche, aber einsame Frau, die ihm vertraut, in den Wahnsinn oder in den Selbstmord zu treiben, weil er dadurch an ihr Vermögen zu gelangen hofft. Einschlägige Filmbeispiele sind Das Haus der Lady Alquist (1944), Ein Toter spielt Klavier (1961) und Wiegenlied für eine Leiche (1964). Eine ungewöhnliche Variation dieses Motivs bietet der Film Die Nacht der tausend Augen (1973), in dem sich das vermeintliche Opfer am Ende selbst als die Mörderin erweist. Eine weitere Variation bietet der Film Zeugin des Mordes (1954), in dem die Hauptfigur in den Wahnsinn getrieben werden soll, um als Zeugin eines Verbrechens unglaubwürdig zu werden.
In anderen Psychothrillern stehen die Wahrnehmung und die Gefühle einer Frau im Mittelpunkt, die fürchtet, dass eine Person, der sie bisher vertraut hat, ihren Tod plant. Als begründet erweist sich dieser Verdacht z. B. in den Filmen Du lebst noch 105 Minuten (1948), Getäuscht (1991) und Fear – Wenn Liebe Angst macht (1996). Gelegentlich stellt sich auch heraus, dass der Verdacht unbegründet war, z. B. in Verdacht (1941).

### Politischer Thriller (Politthriller)
Der Politthriller unterscheidet sich vom klassischen Thriller dadurch, dass sich die Handlung der Geschichte mit Verwicklungen auf staatlicher Ebene, mit terroristischen Anschlägen, Spionage oder kriminellen Machenschaften staatlicher Institutionen oder deren Vertretern beschäftigt. Dies geschieht durch Einarbeitung von fiktiven politischen Ereignissen, die in existierenden oder fiktiven Ländern stattfinden. Die dargestellten Ereignisse nehmen mitunter Bezug auf reale politische Ereignisse der Vergangenheit.
Das Filmgenre des Politthrillers hatte seine Blütezeit in den späten 1960er und den 1970er Jahren, vor allem in Frankreich und Italien. Hier gilt vor allem Costa-Gavras mit den Filmen  Z (1968),  Der unsichtbare Aufstand (1972) und Vermißt (1982) als der Protagonist dieses Genres. In Italien war es die Verknüpfung von Mafia und Politik, die zu Filmen wie Francesco Rosis Wer erschoss Salvatore G.? (1962) und Damiano Damianis Der Tag der Eule (1967) inspirierte. Als Klassiker gelten bereits Die drei Tage des Condor (1975) und I wie Ikarus (1979). Erfolgreiche Polit-Thriller der 1980er und 1990er Jahre waren etwa No Way Out (1987) und JFK – Tatort Dallas (1991). Aus jüngerer Zeit sind Thirteen Days (2000) sowie der vielfach ausgezeichnete Film Hotel Ruanda (2004), State of Play – Stand der Dinge (2009), Der Ghostwriter (2010) oder die Star-Wars-Serie Andor (seit 2022) zu nennen.

### Technothriller
Das Subgenre des Technothrillers bewegt sich, wenn auch nicht immer so doch häufig im Grenzbereich der Science-Fiction. Kennzeichnend ist die tragende Rolle, die technische Geräte und Innovationen für die Handlung haben, und der von technischem Jargon und Detail geprägte Stil. Von der Science-Fiction grenzt sich der Technothriller insofern ab, als er in der Gegenwart spielt und die Auswirkungen technischer Innovationen auf Gesellschaft und Kultur nicht behandelt, auch wenn die Innovationen deutlich über den bekannten „Stand der Technik“ hinausgehen. Ein geläufiges Beispiel dafür sind die James-Bond-Romane von Ian Fleming und deren Verfilmungen. Hier gibt es von Q gefertigte technische Hilfsmittel für den Agenten sowie von Schurken entwendete Waffen oder Maschinen, deren Einsatz Bond verhindern muss. Obwohl diese Innovationen potentiell umwälzend sind, haben sie keinen Einfluss auf die dargestellte Welt, die völlig der „normalen“ Welt des Kalten Krieges entspricht. Da die technischen Details aber keine Rolle spielen und die zu zerstörende Superwaffe jeweils nur ein MacGuffin ist, können die James-Bond-Romane nicht eigentlich als Technothriller gelten. Steht das globale Schicksal auf dem Spiel, wird auch von einem epischen Thriller gesprochen.
Anders bei Michael Crichton und Tom Clancy, den beiden Begründern des modernen Technothriller-Romans, und den entsprechenden Verfilmungen. In Crichtons Andromeda (1969) ist das hochmoderne Labor zur Seuchenbekämpfung mit den detailliert geschilderten Techniken und Verfahrensweisen ein typisches Element des Technothrillers. Der unbekannte Erreger, um dessen Eliminierung es in dem Roman geht, erweist sich als ein außerirdischer Organismus, der sich von irdischem, auf Aminosäuren basierendem Leben komplett unterscheidet, womit die Grenze zur Science-Fiction eindeutig überschritten wird. Tom Clancy schließlich hat mit seinen Büchern paradigmatische Beispiele des Technothrillers geliefert. So ist bei Jagd auf Roter Oktober (1984) die Genrezugehörigkeit schon am Titel abzulesen, da hier das lautlos sich durch die Meere bewegende sowjetische U-Boot der eigentliche Protagonist ist. Ähnlich bei Firefox von Craig Thomas (1977), in dem es um einen innovativen sowjetischen Düsenjäger geht. Typisch für den Technothriller ist auch, dass Militär, Militärtechnik und militärische Denkweisen darin oft eine entscheidende Rolle spielen.

### Erotikthriller
Das Subgenre des Erotikthrillers etablierte sich nach dem weltweiten Erfolg von Eine verhängnisvolle Affäre (1987), Basic Instinct (1992) mit Sharon Stone und Ein unmoralisches Angebot (1993), woraufhin zahlreiche weitere Filme entstanden, darunter Sliver (1993), Die letzte Verführung (1994) und Jade (1995). Nach dieser Welle entstanden zwar weitere Filme, wie z. B. In the Cut (2003) mit Meg Ryan, allerdings fanden diese ihre Verbreitung bereits eher über Video und DVD als das Kino. Gleichzeitig entstehen seitdem vermehrt billigere Filme, die von vornherein für die schnelle Vermarktung vorgesehen sind und einen größeren Fokus auf die Erotik selbst legen, wobei meist die sexuelle Emanzipation der Protagonistin im Vordergrund steht.

### Horrorthriller
Der Horrorthriller bzw. übernatürliche Thriller erweitert den Thriller um übernatürliche Elemente aus den Genres Fantasy und Horror. Der Protagonist als auch der Gegenspieler können mit übernatürlichen Fähigkeiten ausgestattet sein. Themen der Bibel werden insbesondere in der US-amerikanischen Literatur und Filmgeschichte gerne aufgegriffen. Oft geht es dabei um die biblische Frage: Das Gute gegen Böse, welche jeweils von Protagonist und Antagonist verkörpert werden. Vertreter dieses Genres sind beispielsweise End of Days – Nacht ohne Morgen oder Wolfgang Hohlbeins Azrael.

### Ökothriller
Ökothriller sind ein seit den 1980er Jahren auftretendes Subgenre, das Thriller umfasst, die den Konflikt zwischen Ökologie und Ökonomie thematisieren.
Zu den frühen Vertretern des Genres gehören Science-Fiction-Filme wie die Dystopie … Jahr 2022 … die überleben wollen, von Richard Fleischer (1973), der auf der Romanvorlage New York 1999, 1966 von Harry Harrison basiert und mittlerweile als Meilenstein des Genres gilt.
Auch im Animationsfilm wird das Thema Mensch und Natur als ungleiche Gegenspieler öfters thematisiert. Als herausragendes Animewerk, in welchen früh die Umweltzerstörung und der Konflikt mit der Natur dargestellt wird, gilt Hayao Miyazakis Fantasyfilm Prinzessin Mononoke von 1997.
Doch auch computeranimierte Zeichentrickfilme, die sich an ein jüngeres Publikum wenden, wie WALL·E – Der Letzte räumt die Erde auf (2008, Andrew Stanton) greifen das Thema Umweltzerstörung kritisch auf.
Zu den neueren Ökothrillern, die nach der Jahrtausendwende entstanden, zählen unter anderem:
- The Day After Tomorrow, 2004, Roland Emmerich
- Der Tag, an dem die Erde stillstand, 2008, Scott Derrickson
- The Happening, 2008, M. Night Shyamalan
- Night Moves, 2013 Kelly Reichardt
- Die Spur, 2017, Agnieszka Holland
- First Reformed, 2017, Paul Schrader